# Hansonoperla cheaha
Hansonoperla cheaha är en bäcksländeart som beskrevs av Boris C. Kondratieff och Kirchner 1996. Hansonoperla cheaha ingår i släktet Hansonoperla och familjen jättebäcksländor. Inga underarter finns listade i Catalogue of Life.